# Henry Handley Norris
Henry Handley Norris (1771–1850) est un pasteur et théologien anglais. Il est le chef clérical du groupement High Church connu plus tard sous le nom de Phalange Hackney, qui se forme autour de lui et de son ami Joshua Watson.

## Biographie
Fils de Henry Handley Norris de Hackney, et de Grace, fille du Rev. T. Hest de Warton, Lancashire, il est né à Hackney le 14 janvier 1771. Formé à la Newcome's School et à Peterhouse, Cambridge, où il obtient son diplôme BA 1797, MA 1806, il est admis ad eundem à l'Université d'Oxford le 23 janvier 1817 .
Norris devient vicaire de l'église paroissiale de Hackney, l'église de St John-at-Hackney. Il contribue aux frais de construction d'une chapelle-de-facilité à South Hackney, non loin de son manoir familial. En 1809, en devenant vicaire perpétuel de la chapelle, il cède aux administrateurs un fermage de 21 £ par an à titre de dotation; il érige également à ses frais la résidence d'un ministre dans Well Street. En 1831, la cure perpétuelle devient un presbytère, et Norris reste à cette charge jusqu'à sa mort . Norris devient mécontent de la chapelle de facilité et dans les années 1840 réussit à construire l'immense église Saint-Jean de Jérusalem, l'actuelle église paroissiale de South Hackney.
L'influence détenue par Norris dans le monde religieux est considérable. Il est connu comme le chef du parti de la haute église, dirigeant un groupe d'amis partageant les mêmes idées basés à Hackney, le Hackney Phalanx, qui est considéré comme le rival et le contrepoids de l'école évangélique ou de la Secte de Clapham. Selon la rumeur, sans fondement, pendant le long mandat de Lord Liverpool, chaque siège vacant est offert à Norris, avec la demande que s'il ne le prend pas lui-même, il recommanderait quelqu'un d'autre; il a donc le surnom de "le faiseur d'évêques". De 1793 à 1834, en tant que membre du comité de la Society for Promoting Christian Knowledge, il dirige largement ses travaux ; mais en 1834 il y a une révolte contre sa direction, et il est mis en minorité .
Norris devient prébendier de la Cathédrale de Llandaff le 22 novembre 1816 et prébendier de la cathédrale Saint-Paul le 4 novembre 1825. Héritant de son père une vaste fortune, il peut aider de nombreux étudiants dans leur carrière universitaire et professionnelle. Norris meurt à Grove Street, Hackney, le 4 décembre 1850. Des paroissiens, aidés de sa famille, érigent en sa mémoire un hospice pour quatre veuves anglicanes.

## Œuvres
L'ouvrage le plus connu de Norris est A Practical Exposition of the Tendency and Proceedings of the British and Foreign Bible Society, in a Correspondence between the Rev. HH Norris et JW Freshfield, Esq., 1813; avec un appendice, 1814; 2e édition. 1814. Cette correspondance est née d'une tentative faite par James William Freshfield (1801–1857) de former une société biblique auxiliaire à Hackney, à laquelle Norris s'est fermement opposé. Une guerre de pamphlets éclate, et Robert Aspland (1813) et William Dealtry (1815) y participent.
Ses autres écrits sont: 
- Une lettre respectueuse au comte de Liverpool, occasionnée par le discours imputé à sa seigneurie lors de la réunion de la société biblique de l'île de Thanet, 1822.
- Une justification d'une lettre respectueuse au comte de Liverpool, 1823. Ces deux ouvrages donnèrent également lieu à des répliques de Schofield en 1822 et de Paterson en 1823.
- L'origine, les progrès et les circonstances existantes de la Société de Londres pour la promotion du christianisme parmi les Juifs, 1825.
- Les principes des jésuites développés dans une collection d'extraits de leurs propres auteurs, 1839.
- L'héritage d'un pasteur: ou instructions pour la confirmation, 1851.

## Famille
Le 19 juin 1805, Norris épouse Catherine Henrietta (17 septembre 1773 - 26 juin 1854), fille de David Powell  et Laetitia Clark (25 décembre 1741 - 27 avril 1801) . Ils ont un fils, Henry, né le 28 février 1810, à Swancliffe Park, Oxfordshire.